# Transportes Postigo
Transportes Postigo S.A. fue una empresa de referencia y pionera dedicada al transporte de mercancías a nivel nacional, con sede en Santander y delegación central en Madrid, fundada en el año 1931. La empresa, de capital cántabro, se vendió en el año 1997 tras 65 años de existencia, siendo la empresa más veterana del sector en Cantabria y una de las más antiguas en España.

## Historia
Transportes Postigo fue fundada el año 1931 por el empresario cántabro Casimiro Postigo Ordóñez en Madrid, junto con sus hermanos Manuel, Fernando, José y Gustavo. En sus orígenes, la "Agencia Postigo" se estableció en la calle de Palos de la Frontera, número 30 de Madrid; con sucursal en Santander (calle de Cádiz, número 18) y Burgos.
En el año 1952, se constituye la sociedad "Transportes Postigo, S.L" (originalmente denominada Casimiro Postigo, S.L) dando entrada, de manera oficial, a sus cuatro hijos (Miguel, Casimiro, Santos y Francisco). 
En 1964 se transforma en Sociedad Anónima y establece su nueva sede operativa en la ciudad de Alcobendas, Madrid; mientras que, en Torrejón de Ardoz inaugura un nuevo centro logístico. Durante este tiempo, también estableció nuevas instalaciones en otras ciudades como Valladolid, Badajoz, Cáceres, Gijón, León, Logroño, Mérida, Oviedo y Valencia. Contaba con correspondencias en Cataluña y Andalucía. En Cantabria, además de en Santander, donde tenía su sede principal en el Polígono Industrial Candina, tenía subsedes en Torrelavega (gestionada por el empresario local Ricardo Montero Santibáñez), Reinosa y Santoña. 
Con más de 175 empleados directos, Transportes Postigo se convierte en una empresa pionera y de referencia en la logística española, y contaba con importantes clientes del sector financiero como Banco Santander, Banco Español de Crédito, S. A, Caja de Ahorros de Santander o Banco de España. 
En 1991, Transportes Postigo se convierte en socio estratégico de Cacesa, compañía semipública de mensajería, donde Iberia participaba mayoritariamente con un cuarenta por ciento, además de la Compañía Trasatlántica española y Aviaco. Cacesa y Transportes Postigo tenían como objetivo común convertir al Aeropuerto de Santander en referencia en el norte del tráfico aéreo de mercancías. Además, se crea la filial "Postigo Expres", dedicada a la logística puerta a puerta con vehículos dedicados.
En marzo del año 1996, al cumplir 65 años de existencia, el Consejo de Administración de Transportes Postigo S.A, presidido por los hermanos Postigo Vicente, deciden vender la empresa familiar cántabra a un grupo inversor presidida por Paulo Armengod que fija como objetivo mejorar la competitividad nacional de la agencia de transportes especializada en carga fraccionada y paquetería industrial. 
Tras la venta, tres de los hermanos Postigo fueron acusados por el Ministerio Fiscal de España de un delito contra los derechos de los trabajadores, el alzamiento de bienes, malversación y apropiación indebida. La fiscalía pidió dos años de cárcel para cada uno de ellos y declarar nulo las ventas de los inmuebles que se habían realizado. Por otra parte, un amplio grupo de ex empleados de la empresa Postigo, ejerció una acusación particular, en donde se solicitó cerca de 1.200.000 de euros de indemnización (200 millones de las antiguas pesetas). 
El juicio tardó casi diez años en llevarse a cabo, la querella fue presentada en enero de 1997, y admitida a trámite en marzo de ese mismo año. Sin embargo, el juicio no se celebró hasta finales de septiembre del 2006, y la resolución fue en enero de 2007. El Juzgado de lo Penal número 1 de Santander declaró prescrito el delito, por haber transcurrido más de cinco años desde el periodo en el que se hicieron los supuestos delitos hasta que se presentó la querella.
Según la acusación particular presentada por los ex empleados de Transportes Postigo S.A, los hermanos Postigo Vicente decidieron abandonar los cargos directivos y titularidad de la sociedad, llevando a cabo varias operaciones, en donde, se traspasaron los bienes de la empresa (importantes naves y terrenos de Santander, Madrid y Valladolid) a su propio patrimonio personal y a nuevas sociedades de su propiedad. 
Tras el juicio del 2006, y a la espera del recurso en la Audiencia Provincial de Cantabria, la familia Postigo, a través de un comunicado publicado en El Diario Montañés se defendía de todas las operaciones realizadas durante sus últimos años de gestión, calificándolas como -regulares, legales y transparentes-, figurando todas ellas en el Registro Mercantil de Cantabria. También aclararon que la rescisión de relaciones laborales con la plantilla de la empresa, no fue presentada por ellos, sino por los señores Armengod Polo, dueños de la empresa, que habían adquirido las acciones de Transportes Postigo, S.A, siendo autorizadas por la Dirección Provincial de Trabajo de Cantabria, en fecha de 29 de enero de 1997 con carácter irreversible y firme. 